# Клычева, Курбан Дурсун
Курба́н Дурсу́н Клы́чева (1920 год, Мервский уезд, Закаспийская область, Туркестанская АССР, РСФСР — дата смерти неизвестна, Марыйский район, Марыйская область, Туркменская ССР) — звеньевая колхоза «Зарпчи» Марыйского района Марыйской области, Туркменская ССР. Герой Социалистического Труда (1949). Депутат Верховного Совета СССР 4-го созыва.

## Биография
Родилась в 1920 году в крестьянской семье в одном из сельских населённых пунктов Мервского уезда (ныне — Марыйский этрап Марыйского велаята).
Окончила местную начальную школу. С середины 1930-х годов трудилась рядовой колхозницей в звене Набат Ходжамурадовой на хлопковых полях колхоза «Зарпчи» Марыйского района, председателем которого с 1940 года был Алла Берды Атакаррыев. В послевоенное время — звеньевая комсомольско-молодёжного звена бригады Мухомеда Халназарова в этом же колхозе.
В 1948 году звено под её руководством собрало в среднем с каждого гектара по 62,3 центнеров хлопка-сырца на участке площадью 7 гектаров. Указом Президиума Верховного Совета СССР от 11 июня 1949 года удостоена звания Героя Социалистического Труда за «получение высокого урожая хлопка в 1948 году» с вручением ордена Ленина и золотой медали «Серп и Молот» (№ 3860).
Избиралась депутатом Верховного Совета СССР 4-го созыва (1954—1958).
Проживала в Марыйском районе. С 1975 года — персональный пенсионер союзного значения. Дата смерти не установлена.
Награды
- Герой Социалистического Труда
- Орден Ленина
- Медаль «За трудовую доблесть» (30.07.1951)